# Liệu pháp ngủ sâu
Liệu pháp ngủ sâu (Deep sleep therapy - DST), còn được gọi là điều trị giấc ngủ kéo dài, là một phương pháp điều trị tâm thần trong đó thuốc được sử dụng để giữ cho bệnh nhân bất tỉnh trong một vài ngày hoặc vài tuần.

## Lịch sử
Tạo ra giấc ngủ cho mục đích tâm thần đã được thử nghiệm đầu tiên bởi bác sĩ tâm thần người Scotland Neil Macleod vào đầu thế kỷ 20. Ông đã sử dụng natri bromide  để gây ngủ ở một số bệnh nhân tâm thần, một trong số họ đã chết. Phương pháp của ông được một số bác sĩ khác áp dụng nhưng sớm bị bỏ qua, có lẽ vì nó được coi là quá độc hại hoặc liều lĩnh. Năm 1915, Giuseppe Epifanio đã thử trị liệu giấc ngủ do barbiturat gây ra tại một phòng khám tâm thần ở Ý, nhưng các báo cáo của ông đã tạo ra ít tác động. Electronarcosis cũng được phát triển và sử dụng cho các chứng rối loạn tâm thần khác nhau, liên quan đến dòng điện đi qua não để gây ngủ sâu.
Trị liệu bằng giấc ngủ sâu đã được phổ biến vào những năm 1920 bởi nhà tâm thần học người Thụy Sĩ Jakob Klaesi, sử dụng kết hợp hai loại thuốc barbiturat được bán bởi công ty dược phẩm Roche. :p 203 Hầu hết các bệnh nhân được điều trị đều bị tâm thần phân liệt. Phương pháp này được biết đến rộng rãi và được sử dụng trong một số bệnh viện tâm thần trong những năm 1930 và 1940. :pp 100-110 Nó được một số bác sĩ tâm thần hàng đầu trong những năm 1950 và 1960 áp dụng, như William Sargant ở Anh và Donald Ewen Cameron, một bác sĩ tâm thần người Bắc Mỹ gốc Canada ở Canada, một số có nghiên cứu được Cơ quan Tình báo Trung ương (CIA) tài trợ như một phần của Dự án MKULTRA. :pp 206-207

## Vụ bê bối Chelmsford của Úc
Liệu pháp giấc ngủ sâu cũng đã được thực hiện (kết hợp với liệu pháp chống co giật (ECT) và các liệu pháp khác) của Harry Bailey trong khoảng thời gian từ 1962 đến 1979 tại Pennant Hills, New South Wales, tại Bệnh viện tư nhân Chelmsford. Như được thực hiện bởi Bailey, liệu pháp ngủ sâu liên quan đến tình trạng bất tỉnh do barbiturat kéo dài. Nó được quy định cho các điều kiện khác nhau, từ tâm thần phân liệt đến trầm cảm đến béo phì, hội chứng căng thẳng tiền kinh nguyệt và nghiện.

### Cái chết do áp dụng liệu pháp
Hai mươi sáu bệnh nhân đã chết tại Bệnh viện tư nhân Chelmsford trong những năm 1960 và 1970. Sau thất bại của các cơ quan điều tra y tế và hình sự để giải quyết các khiếu nại về Chelmsford, một loạt bài báo vào đầu những năm 1980 trên tờ Sydney Morning Herald và truyền hình về 60 phút đã phơi bày những vụ lạm dụng tại bệnh viện, trong đó có 24 trường hợp tử vong do điều trị. Điều đó buộc chính quyền phải hành động, và Ủy ban Hoàng gia Chelmsford được chỉ định. Ủy ban Công dân về Nhân quyền, được thành lập bởi Giáo hội Khoa học năm 1969, là người biện hộ cho các nạn nhân; nó nhận được tài liệu từ bệnh viện, được sao chép bởi một y tá, "Rosa".
Năm 1978, bác sĩ tâm thần Sydney Brian Boettcher đã triệu tập một cuộc họp của các bác sĩ làm việc tại Chelmsford và nhận thấy có rất ít sự hỗ trợ cho liệu pháp giấc ngủ sâu (Bailey không tham dự). Tuy nhiên, liệu pháp này tiếp tục được sử dụng vào năm 1979.